# Kabkabijja
Kabkabijja (arab. كبكابية) – miasto w zachodnim Sudanie, w prowincji Darfur Północny. Według danych szacunkowych na rok 2008 liczyło 42 376 mieszkańców.